# Huber Ezequiel Rodríguez Nomura
Huber Ezequiel Rodríguez Nomura (Lucma, 29 de enero de 1953) es un economista peruano egresado de la Universidad Nacional de Trujillo que ha ostentado múltiples cargos públicos a lo largo de su carrera tanto política como académica. Fue rector de la Universidad Nacional de Trujillo entre los años 2000 y 2004.

## Biografía
Huber Rodríguez Nomura nació el 29 de enero de 1953, en el distrito de Lucma (por entonces provincia de Otuzco, ahora de la provincia de Gran Chimú, departamento de La Libertad). Realizó sus estudios primarios en su natal Lucma, los estudios secundarios de primer y segundo año en la G.U.E. "Antonio Raimondi" de San Pedro de Lloc; luego del tercero al quinto en el Colegio Nacional San Juan de Trujillo, de donde egresó en 1970. Ingresó a la Universidad Nacional de Trujillo en 1971 al Programa Académico de Estudios Generales y en 1972 para el Programa de Ciencias Económicas, en la especialidad de Economía. Es graduado en el grado de Bachiller en Ciencias Económicas (UNT), en seguida obtiene el título de Economista, luego obtiene la maestría en Economía de Empresas (UNT), y a fecha tiene el Grado de Doctor en Economía (UNT).

## Cargos públicos
- Fue profesor principal a dedicación exclusiva (UNT)-1977
- Miembro de la Asamblea Estatutaria (UNT)-1984
- Profesor Secretario de la Facultad de Ciencias Económicas (UNT)-1985-1989
- Jefe de la Oficina General de Servicios Económicos y Financieros (UNT), 1990-1994
- Decano del Colegio de Economistas de La Libertad, 1990-1994 y 1998-1999
- Regidor de Rentas de la Municipalidad Provincial de Trujillo durante 1993-1995 y 1995-1998
- Fue rector de la Universidad Nacional de Trujillo (UNT) 2000-2004

## La crisis de la Universidad Nacional de Trujillo
Mientras desempeñaba el cargo de rector de la Universidad Nacional de Trujillo, dicha universidad fue tomada por sus estudiantes quienes exigían la renuncia de Rodríguez a quien acusaban de haber tejido una red de corrupción durante su gestión; la toma duró 103 días, tras los que la Contraloría General de la República y el Congreso encontraron indicios de malos manejos por parte de Rodríguez Nomura, solicitando a la ANR que acepte su renuncia.
Luego del intento de retoma del campus universitario, que terminó con la pérdida de la vista de un estudiante, varios alumnos heridos, miles de dólares en pérdidas materiales y la posterior declaración de algunos delincuentes capturados por la policía peruana, que habían participado en la retoma del campus, quienes aseguraron que fueron contratados por el mismo Huber Rodríguez, éste se vio obligado a renunciar a fines de septiembre de 2004.
Por otro lado la corte de la Libertdad sentenció a Rodríguez a 4 años de pena privativa de la libertad por el delito de peculado doloso en agravio del estado peruano, sentencia que fue apelada por el exrector a fines del 2006; sin embargo, la Corte Suprema de Justicia ratificó la sentencia de primera instancia. Por ello, el Consejo Universitario determinó la separación del exrector Rodríguez Nomura de la universidad, la que se materializó en agosto del 2008. Además fue sentenciado a pagar la reparación civil de S/. 2,500.00 así como la devolución a la UNT la suma de S/.24,636.40 por concepto de pagos indebidos.
El exrector fue reincorporado provisionalmente a la Universidad el 28 de septiembre del 2009 después de un año de ausencia debido a una medida cautelar emitida por el juez de la Corte Suprema de La Libertad, el proceso sigue en vigencia.

## Curiosidades
- Entre las principales aspiraciones de Huber Rodríguez la más ambiciosa fue sin duda la de ser alcalde de la ciudad de Trujillo con el partido político que él había formado pero esto se desbarató con la crisis de la UNT.
- Ha enfrentado múltiples juicios y denuncias y fue condenado a 4 años de pena privativa así como a 2 años de inhabilitación laboral en la administración pública por el delito de peculado en agravio del Estado.
- Es doctor en economía egresado de la misma universidad donde él era la máxima autoridad.
- El 11 de agosto del 2008 fue destituido de la Universidad Nacional de Trujillo debido a la sentencia judicial expedida por la Segunda Sala Penal del Distrito Judicial de La Libertad por el delito de peculado en agravio del Estado Peruano. * Además fue sentenciado a pagar la reparación civil de S/. 2,500.00 así como la devolución a la UNT la suma de S/.24,636.40 por concepto de pagos indebidos.[7]